# Монтиньи-ан-Остреван
Монтиньи́-ан-Острева́н (фр. Montigny-en-Ostrevent) — коммуна во Франции, регион О-де-Франс, департамент Нор, кантон Аниш, в 13 км к востоку от Дуэ и в 32 км к югу от Лилля, в 3 км от автомагистрали А21 «Рокада Миньер».
Население (2017) — 4 801 человек.

## Достопримечательности
- Шато де Монморанси XIII века
- Шато Ламбрек
- Церковь Святого Николая середины XIX века
- Церковь Святого Карла 1935 года

## Экономика
Структура занятости населения:
- сельское хозяйство — 0,6 %
- промышленность — 5,4 %
- строительство — 4,1 %
- торговля, транспорт и сфера услуг — 22,9 %
- государственные и муниципальные службы — 67,0 %

Уровень безработицы (2017) — 17,8 % (Франция в целом — 13,4 %, департамент Нор — 17,6 %). 

Среднегодовой доход на 1 человека, евро (2017) — 18 160 (Франция в целом — 21 110, департамент Нор — 19 490).

## Демография
Динамика численности населения, чел.

## Администрация
Пост мэра Монтиньи-ан-Остревана с 2020 года занимает Сальватор де Сезар (Salvatore De Cesare). На муниципальных выборах 2020 года возглавляемый им левый список одержал победу в 1-м туре, получив 59,51 % голосов.
| Период | Период | Фамилия            | Партия        | Примечания |
| ------ | ------ | ------------------ | ------------- | ---------- |
| 1976   | 1985   | Ролан Юэ           |               |            |
| 1985   | 2001   | Ахилл Дюпюи        |               |            |
| 2001   | 2020   | Жан-Люк Кокерель   | Разные правые |            |
| 2020   |        | Сальватор де Сезар | Разные левые  |            |

## Галерея

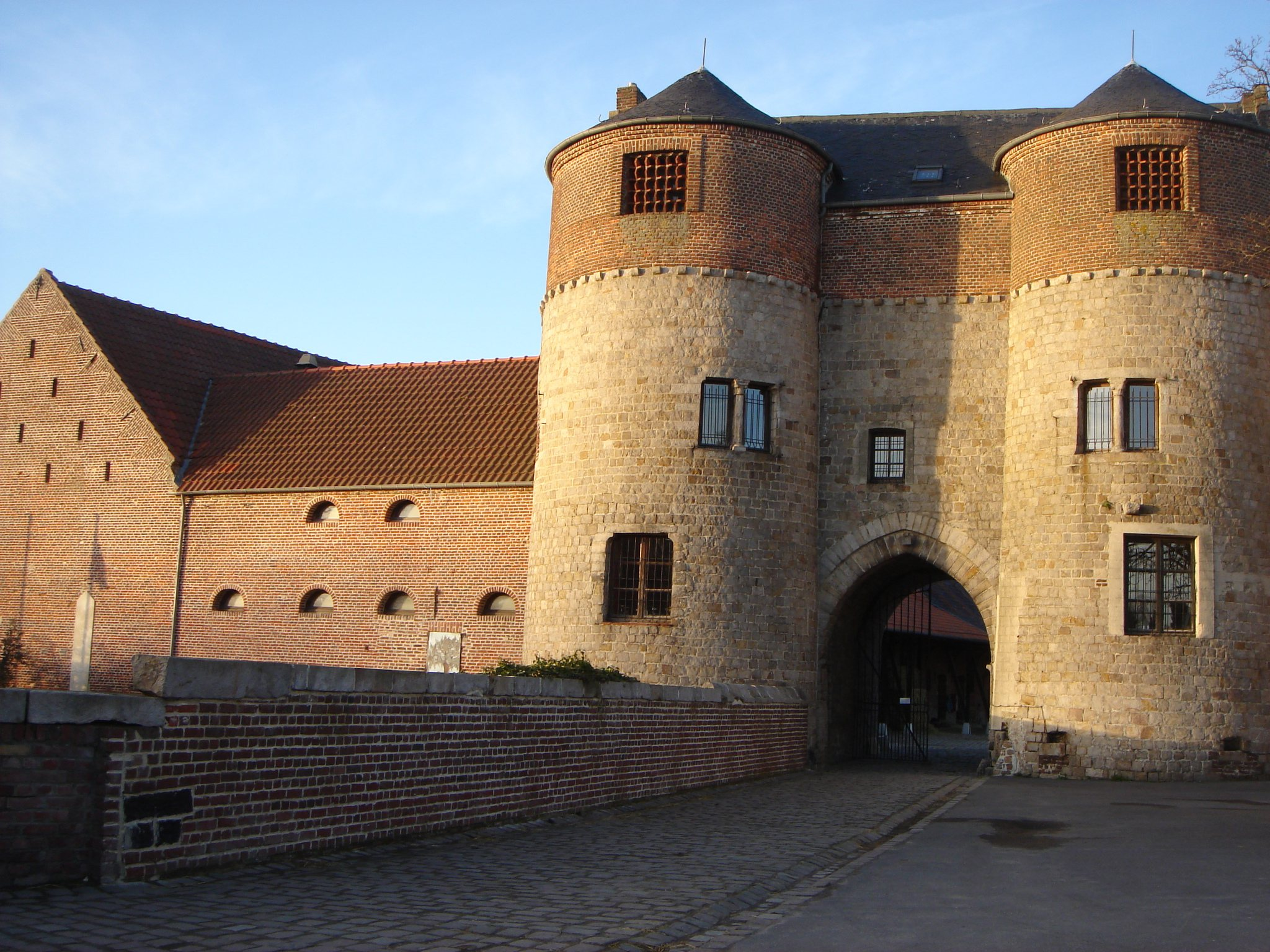
Шато де Монморанси
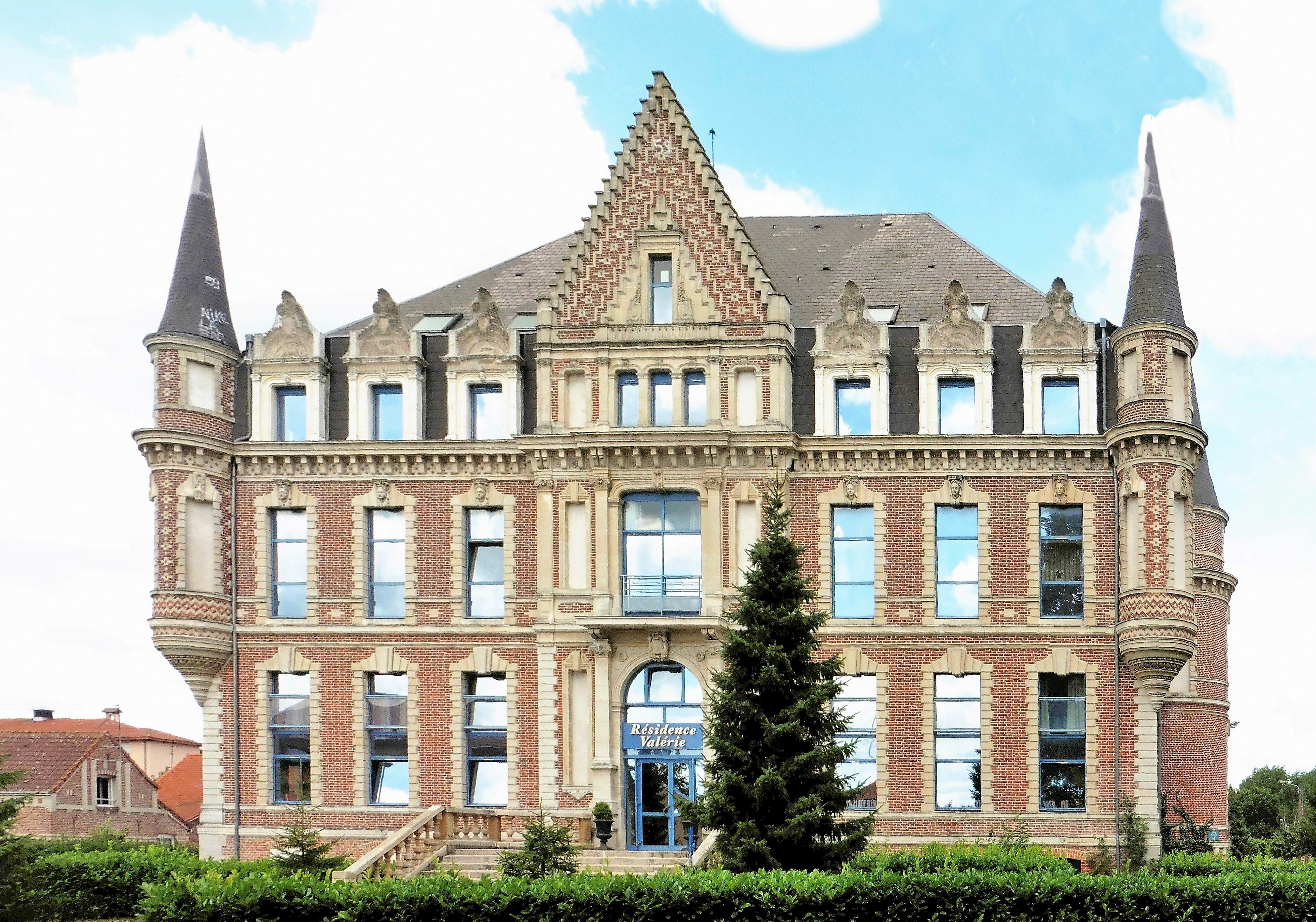
Шато Ламбрек
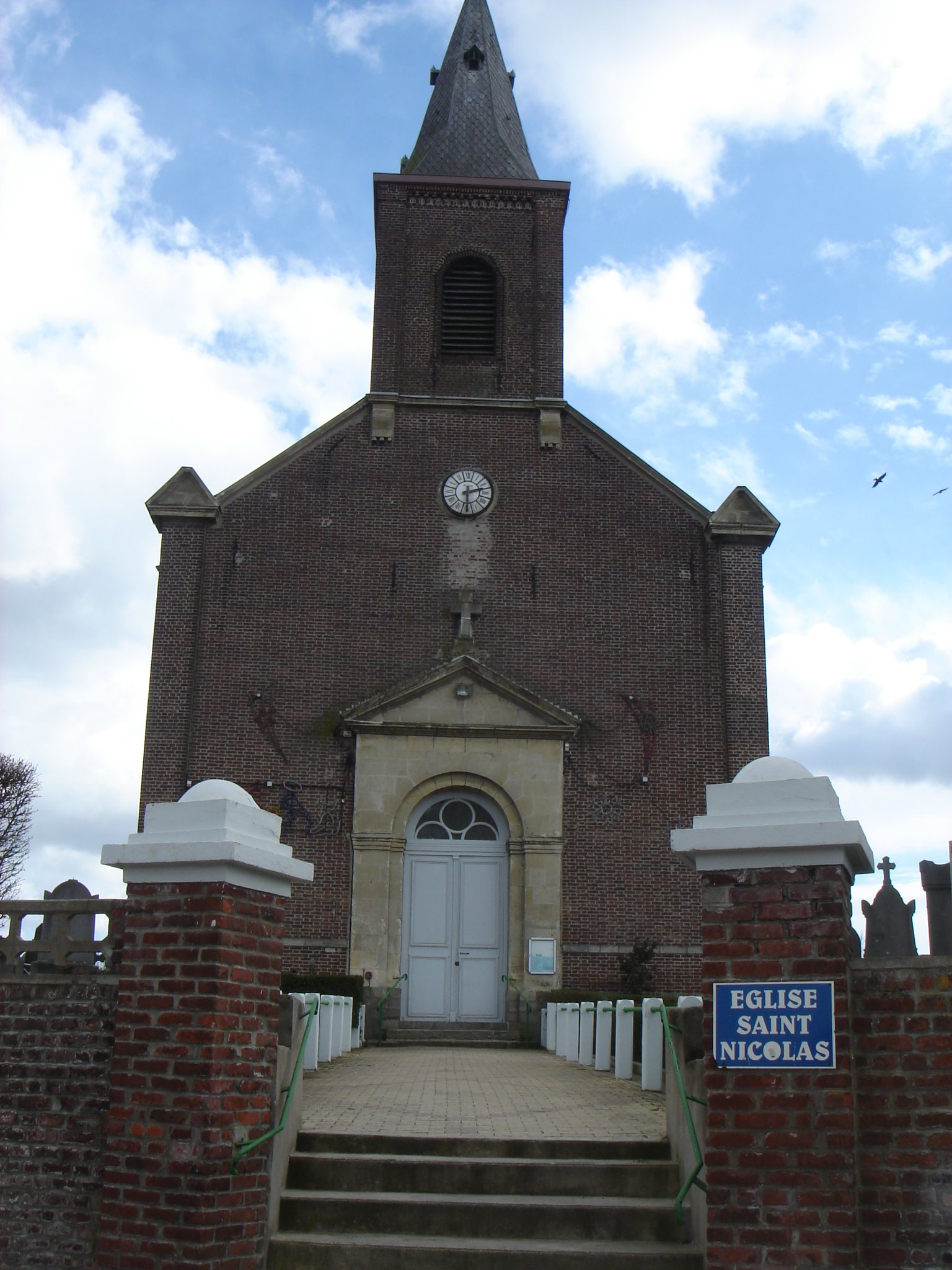
Церковь Святого Николая
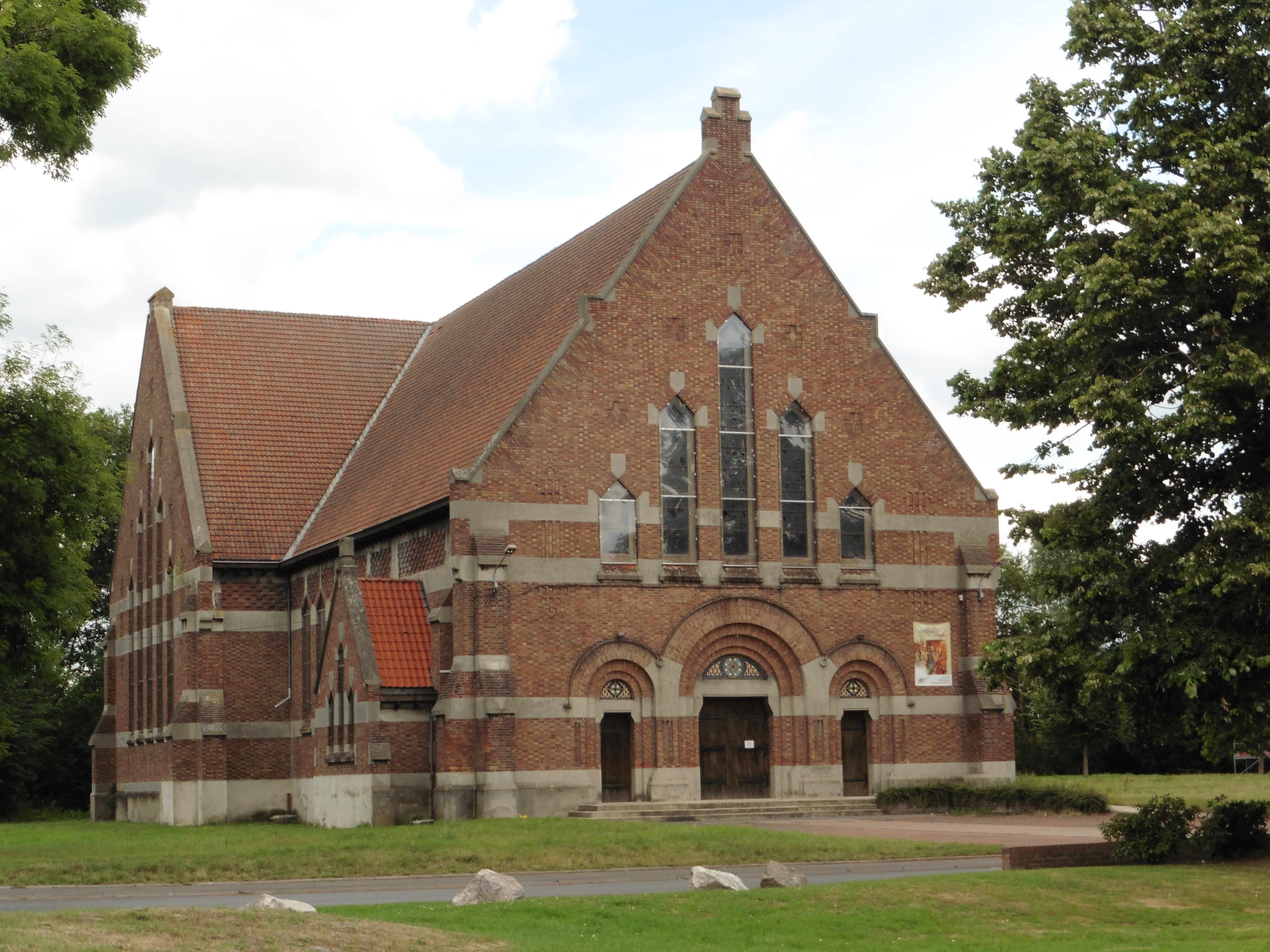
Церковь Святого Карла

1. 1 2  база данных о французских коммунах — Национальный географический институт Франции, 2015.